# 阿卜杜勒·凯莱齐
阿卜杜勒·凯莱齐（1919年8月20日—1977年5月17日），是阿尔巴尼亚的政治家、党和国家领导人，阿尔巴尼亚劳动党中央政治局委员，阿尔巴尼亚经济部部长、国家银行局局长、国家计划委员会主席、部长会议副主席（副总理）、中阿友好协会主席。1975年，被指控歪曲和阻挠党的经济路线，破坏工业和整个国民经济的发展，随即撤销党内外一切职务。1977年，遭到处决。。